# Хокуэй
Хокуэй (яп. 北栄町 Хокуэй-тё:) — посёлок в Японии, находящийся в уезде Тохаку префектуры Тоттори. Площадь посёлка составляет 57,15 км², население — 14 936 человек (1 августа 2014), плотность населения — 261,35 чел./км². Посёлок был создан 1 октября 2005 года, после слияния посёлков Ходзё и Дайэ.

## Географическое положение
Посёлок расположен на острове Хонсю в префектуре Тоттори региона Тюгоку. С ним граничат город Кураёси и посёлки Котоура, Юрихама.

## Население
Население посёлка составляет 14 936 человек (1 августа 2014), а плотность — 261,35 чел./км². Изменение численности населения с 1980 по 2005 годы:
| 1980 | 15 772 чел. |  |
| 1985 | 16 929 чел. |  |
| 1990 | 17 155 чел. |  |
| 1995 | 17 228 чел. |  |
| 2000 | 16 915 чел. |  |
| 2005 | 16 052 чел. |  |

## Символика
Деревом посёлка считается Pinus thunbergii, цветком — Calystegia japonica, птицей — Cettia diphone.

## Известные уроженцы и жители
- Госё Аояма (род. 1963) — родился в бывшем посёлке Дайэ. Известный мангака, создатель манги «Детектив Конан». В 2007 году в его родном посёлке был открыт музей под названием «Gosho Aoyama Manga Factory», посвящённый сериалу.